# محمدرضا زندی (تیرانداز با کمان)
محمدرضا زندی (متولد ۲۶ بهمن ۱۳۶۲ در تهران) ورزشکار تیراندازی با کمان اهل ایران است. او در بازی‌های پاراآسیایی ۲۰۱۸ در بخش W1 انفرادی مردان موفق به کسب مدال طلا شد. او همچنین سابقه حضور در مسابقات قهرمانی جهان ۲۰۱۹ در هلند را نیز دارد. او در این مسابقات مقام یازدهم را کسب کرد. وی در سال ۲۰۲۱ همراه ۶۱ ورزشکار دیگر به پارالمپیک ۲۰۲۰ توکیو اعزام شد.

## زندگی شخصی
او در سال ۲۰۰۴ دچار ضایعه نخاعی شده و در سال ۲۰۱۵ با هدف تغییر سبک زندگی خود شروع به رقابت در آکادمی تیراندازی با کمان راد می‌کند.
به گفته او، پائولو مالدینی فوتبالیست ایتالیایی و مایک اشلوسر تیرانداز آلمانی قهرمانان او هستند.
او همچنین مجید کهتری مربی خود و رهام شهابی‌پور را الگوی خود می‌داند.

## بازی‌های پاراآسیایی ۲۰۱۸
او در دیدار فینال رویداد W1 انفرادی مردان، لی جی از کشور چین را شکست داد و به مدال طلا دست یافت. مجید کاکوش هم مدال برنز این بخش را به دست آورد. این اولین مدال زندی در دوران ورزش اوست.

## مسابقات قهرمانی جهان ۲۰۱۹
در این مسابقات نیز محمدرضا زندی به همراه مجید کاکوش شرکت کردند. مجید کاکوش با امتیاز ۶۴۹ در جایگاه پنجم و محمدرضا زندی با امتیاز ۶۳۷ در جایگاه یازدهم ایستادند و در این بخش تیم ایران موفق به کسب مدال نشد.

## پارالمپیک تابستانی ۲۰۲۰
زندی به همراه ۵ ورزشکار دیگر در تیراندازی با کمان راهی پارالمپیک ۲۰۲۰ شد و در رویداد W1 به رقابت پرداخت. او در دور رنکینگ با کسب امتیاز ۶۴۳ در جایگاه ششم قرار گرفت. این امتیاز بهترین نتیجه او در سال جاری بود. او در مرحله یک‌هشتم نهایی مجدداً با لی جی روبرو شد که یک بار او را در بازی‌های پاراآسیایی ۲۰۱۸ شکست داده بود. او نه تنها لی جی بلکه یک ورزشکار چینی دیگر را نیز شکست داد. در حالی که هر دو ورزشکار چینی در دور رنکینگ از زندی بالاتر بودند. او در نیمه‌نهایی مغلوب داوید دراهونینسکی از جمهوری چک شکست خورد و به رده‌بندی رفت. حریف او در این مرحله باهاتین حکیم‌اوغلو از ترکیه است.